# Ressonància d'espín dipol elèctric
La ressonància d'espín dipol elèctric (EDSR) és un mètode per controlar els moments magnètics dins d'un material mitjançant efectes mecànics quàntics com la interacció espín-òrbita. Principalment, l'EDSR permet invertir l'orientació dels moments magnètics mitjançant l'ús de radiació electromagnètica a freqüències de ressonància. L'EDSR va ser proposat per primera vegada per Emmanuel Rashba.
El maquinari informàtic empra la càrrega d'electrons dels transistors per processar la informació i el moment o espín magnètic d'electrons per als dispositius d'emmagatzematge magnètic. El camp emergent de l'espintrònica té com a objectiu unificar les operacions d'aquests subsistemes. Per assolir aquest objectiu, l'espín d'electrons hauria de ser operat per camps elèctrics. L'EDSR permet utilitzar el component elèctric dels camps de CA per manipular tant la càrrega com l'espín.

## Introducció
Els electrons lliures tenen càrrega elèctrica {\displaystyle e} i moment magnètic {\displaystyle {\boldsymbol {\mu }}} el valor absolut del qual és aproximadament un magnetó de Bohr {\displaystyle \mu _{\rm {B}}}.
La ressonància estàndard de spin d'electrons, també coneguda com a ressonància paramagnètica electrònica (EPR), es deu a l'acoblament del moment magnètic d'electrons al camp magnètic extern. {\displaystyle \mathbf {B} } a través de l'Hamiltonià {\displaystyle H=-{\boldsymbol {\mu }}\cdot {\boldsymbol {B}}} descrivint la seva precessió Larmor. El moment magnètic està relacionat amb el moment angular de l'electró {\displaystyle \mathbf {S} } com {\displaystyle {\boldsymbol {\mu }}=-g{\mu _{\rm {B}}}\mathbf {S} /\hbar }, on {\displaystyle g} és el factor g i {\displaystyle \hbar } és la constant de Planck reduïda. Per a un electró lliure al buit {\displaystyle g\approx 2}. Com que l'electró és una partícula d'espín-1/2, l'operador de spin només pot prendre dos valors: {\displaystyle \mathbf {S} =\pm \hbar /2}. Així, la interacció de Larmor ha quantificat els nivells d'energia en un camp magnètic independent del temps, ja que l'energia és igual a {\displaystyle \pm {\tfrac {1}{2}}g\mu _{\rm {B}}B}. De la mateixa manera, sota un camp magnètic AC ressonant {\displaystyle {\tilde {\mathbf {B} }}(t)} a la freqüència {\displaystyle \omega _{S}=g\mu _{\rm {B}}B/\hbar }, dóna lloc a una ressonància paramagnètica d'electrons, és a dir, el senyal s'absorbeix fortament a aquesta freqüència ja que produeix transicions entre els valors de spin.

### Acoblament de l'espin electrònic als camps elèctrics dels àtoms
En els àtoms, la dinàmica de l'orbital i de l'espín d'electrons s'acobla al camp elèctric dels protons del nucli atòmic segons l'equació de Dirac. Un electró que es mou en un camp elèctric estàtic {\displaystyle {\boldsymbol {E}}} veu, segons les transformacions de Lorentz de la relativitat especial, un camp magnètic complementari {\displaystyle B\approx (v/c)E} en el marc de referència electrònic. Tanmateix, per als electrons lents amb {\displaystyle v/c\ll 1} aquest camp és feble i l'efecte és petit. Aquest acoblament es coneix com a interacció espín-òrbita i dóna correccions a les energies atòmiques sobre l'ordre del quadrat de la constant d'estructura fina. {\displaystyle \alpha ^{2}}, on {\displaystyle \alpha =e^{2}/\hbar c\approx 1/137}. Tanmateix, aquesta constant apareix en combinació amb el nombre atòmic {\displaystyle Z} com {\displaystyle Z\alpha }, i aquest producte és més gran per als àtoms massius, ja de l'ordre de la unitat al centre de la taula periòdica. Aquesta millora de l'acoblament entre la dinàmica orbital i d'espín en àtoms massius s'origina per la forta atracció cap al nucli i les grans velocitats d'electrons. Tot i que també s'espera que aquest mecanisme acopli l'espin electrònic al component elèctric dels camps electromagnètics, probablement aquest efecte mai no s'ha observat en espectroscòpia atòmica.

### Mecanismes bàsics en els cristalls
El més important, la interacció espín-òrbita en els àtoms es tradueix en un acoblament espín-òrbita en cristalls. Es converteix en una part essencial de l'estructura de bandes del seu espectre energètic. La proporció de la divisió espín-òrbita de les bandes a la bretxa prohibida es converteix en un paràmetre que avalua l'efecte de l'acoblament espín-òrbita, i es millora genèricament, de l'ordre d'unitat, per a materials amb ions pesats o amb asimetries específiques.
Com a resultat, fins i tot els electrons lents dels sòlids experimenten un fort acoblament espín-òrbita. Això vol dir que l'hammiltonià d'un electró en un cristall inclou un acoblament entre el moment del cristall d'electrons {\displaystyle \mathbf {k} =\mathbf {p} /\hbar } i l'espín de l'electró. L'acoblament al camp elèctric extern es pot trobar substituint el moment en l'energia cinètica com {\displaystyle \mathbf {k} \rightarrow \mathbf {k} -(e/\hbar c)\mathbf {A} }, on {\displaystyle \mathbf {A} } és el potencial del vector magnètic, tal com és requerit per la invariància gauge de l'electromagnetisme. La substitució es coneix com a substitució de Peierls. Així, el camp elèctric {\textstyle \mathbf {E} =-{\frac {1}{c}}\partial \mathbf {A} /\partial t} s'acobla a l'espín de l'electró i la seva manipulació pot produir transicions entre els valors d'espín.

## Teoria
La ressonància d'espin dipolar elèctric és la ressonància d'espín d'electrons impulsada per un camp elèctric de CA ressonant {\displaystyle {\tilde {\mathbf {E} }}}. Perquè la longitud de Compton {\displaystyle \lambda _{\rm {C}}=\hbar /mc\approx 4\times 10^{-11}\mathrm {cm} }, entrant al magnetó de Bohr {\displaystyle \mu _{\rm {B}}=e\lambda _{\rm {C}}/2} i controlar l'acoblament de l'espín electrònic al camp magnètic de CA {\displaystyle {\tilde {\mathbf {B} }}}, és molt més curta que totes les longituds característiques de la física de l'estat sòlid, l'EDSR pot ser per ordres de magnitud més fort que l'EPR impulsat per un camp magnètic de CA. L'EDSR sol ser més fort en materials sense el centre d'inversió on s'eleva la doble degeneració de l'espectre d'energia i els hamiltonians simètrics en el temps inclouen productes de les matrius de Pauli relacionades amb l'espin. {\displaystyle {\boldsymbol {\sigma }}}, com {\displaystyle \mathbf {S} =(\hbar /2)\mathbf {\sigma } }, i poders imparells de l'impuls del cristall {\displaystyle \mathbf {k} }. En aquests casos, l'espín electrònic s'acobla al potencial vectorial {\displaystyle {\tilde {\mathbf {A} }}} de camp electromagnètic. Notablement, l'EDSR en electrons lliures es pot observar no només a la freqüència de ressonància de spin {\displaystyle \omega _{S}} però també en les seves combinacions lineals amb la freqüència de ressonància del ciclotró {\displaystyle \omega _{C}}. En semiconductors de buit estret amb centre d'inversió, l'EDSR pot sorgir a causa de l'acoblament directe del camp elèctric {\displaystyle {\tilde {\mathbf {E} }}} a la coordenada anòmala {\displaystyle \mathbf {r} _{\rm {SO}}}.

## Aplicacions
S'esperen aplicacions principals de l'EDSR en la informàtica quàntica i l'espintrònica de semiconductors, actualment centrades en sistemes de baixa dimensió. Un dels seus objectius principals és la manipulació ràpida dels girs electrònics individuals a escala nanomètrica, per exemple, en punts quàntics d'uns 50nm de mida. Aquests punts poden servir com a qubits de circuits de computació quàntica. Els camps magnètics que depenen del temps pràcticament no poden abordar els girs electrònics individuals a aquesta escala, però els girs individuals es poden abordar bé amb camps elèctrics dependents del temps produïts per portes a nanoescala. Tots els mecanismes bàsics de l'EDSR enumerats anteriorment funcionen en punts quàntics, però en A {\displaystyle _{3}} B {\displaystyle _{5}} compostos també l'acoblament hiperfin dels spins electrònics als spins nuclears juga un paper essencial. Per aconseguir qubits ràpids operats per EDSR es necessiten nanoestructures amb un fort acoblament espín-òrbita. Per a l'acoblament espín-òrbita Rashba.